# Sauropus subterblancus
Sauropus subterblancus är en emblikaväxtart som först beskrevs av Cecil Ernest Claude Fischer, och fick sitt nu gällande namn av P.C.van Welzen. Sauropus subterblancus ingår i släktet Sauropus och familjen emblikaväxter. Inga underarter finns listade i Catalogue of Life.